# Sturnira bidens
Sturnira bidens (Thomas, 1915) è un pipistrello della famiglia dei Fillostomidi diffuso nell'America meridionale.

## Descrizione

### Dimensioni
Pipistrello di piccole dimensioni, con la lunghezza della testa e del corpo tra 62 e 67 mm, la lunghezza dell'avambraccio tra 38 e 44 mm, la lunghezza del piede tra 14 e 16 mm, la lunghezza delle orecchie tra 13 e 17 mm e un peso fino a 21 g.

### Aspetto
La pelliccia è lunga, soffice e lanosa, con i singoli peli di quattro colori. Le parti dorsali variano dal marrone chiaro al bruno-grigiastro scuro, con la base dei peli bianca, mentre le parti ventrali sono marroni scure. Il muso è corto e largo. La foglia nasale è ben sviluppata e lanceolata, con la porzione anteriore saldata al labbro superiore. Le orecchie sono corte, triangolari, con l'estremità arrotondata ed ampiamente separate. Il trago è corto ed affusolato. Le ali sono attaccate posteriormente sulle caviglie. I piedi sono ricoperti densamente di peli. È privo di coda e di calcar, mentre l'uropatagio è ridotto ad una frangia di peli lungo la parte interna degli arti inferiori. Il cariotipo è 2n=30 FNa=56.

## Biologia

### Comportamento
Si rifugia all'interno di grotte.

### Alimentazione
Si nutre di frutta.

### Riproduzione
Danno alla luce un piccolo alla volta due volte l'anno con picchi tra febbraio e marzo e tra giugno e luglio. Femmine gravide sono state catturate in Perù nel mese di agosto.

## Distribuzione e habitat
Questa specie è diffusa nelle regioni andine del Venezuela occidentale, Colombia, Ecuador e Perù.
Vive nelle foreste umide andine tra 1.700 e 3.000 metri di altitudine.

## Conservazione
La IUCN Red List, considerato il vasto areale e la popolazione presumibilmente numerosa, classifica S.bidens come specie a rischio minimo (Least Concern)).